# Fiat CR.30
A CR.30 az 1930-as években Olaszországban tervezett és gyártott együléses, kétfedeles vadászrepülőgép. A fémépítésű, nagy részben vászonborítású CR.30-as jellemzője volt a V dúcos szárnymerevítés és a csűrőkormány alsó felületén alkalmazott kiegyenlítőlap. A meghajtásról 1 darab Fiat A.30, egy 12 hengeres, folyadékhűtéses motor gondoskodott, földön állítható fém légcsavarral.

## Rendszeresítő országok
Ausztria
- Osztrák Légierő

 Kínai Köztársaság
- Kínai Légierő

 Harmadik Birodalom
- Luftwaffe (Wehrmacht)

 Magyarország
- Magyar Királyi Honvéd Légierő

 Olasz Királyság
- Regia Aeronautica

 Paraguay
- Paraguayi Légierő

 Spanyolország
- Spanyol Légierő

 Venezuela
- Venezuelai Légierő